# Rue du Canivet
Pour les articles homonymes, voir Canivet.
La rue du Canivet est une rue du 6e arrondissement de Paris.

## Situation et accès

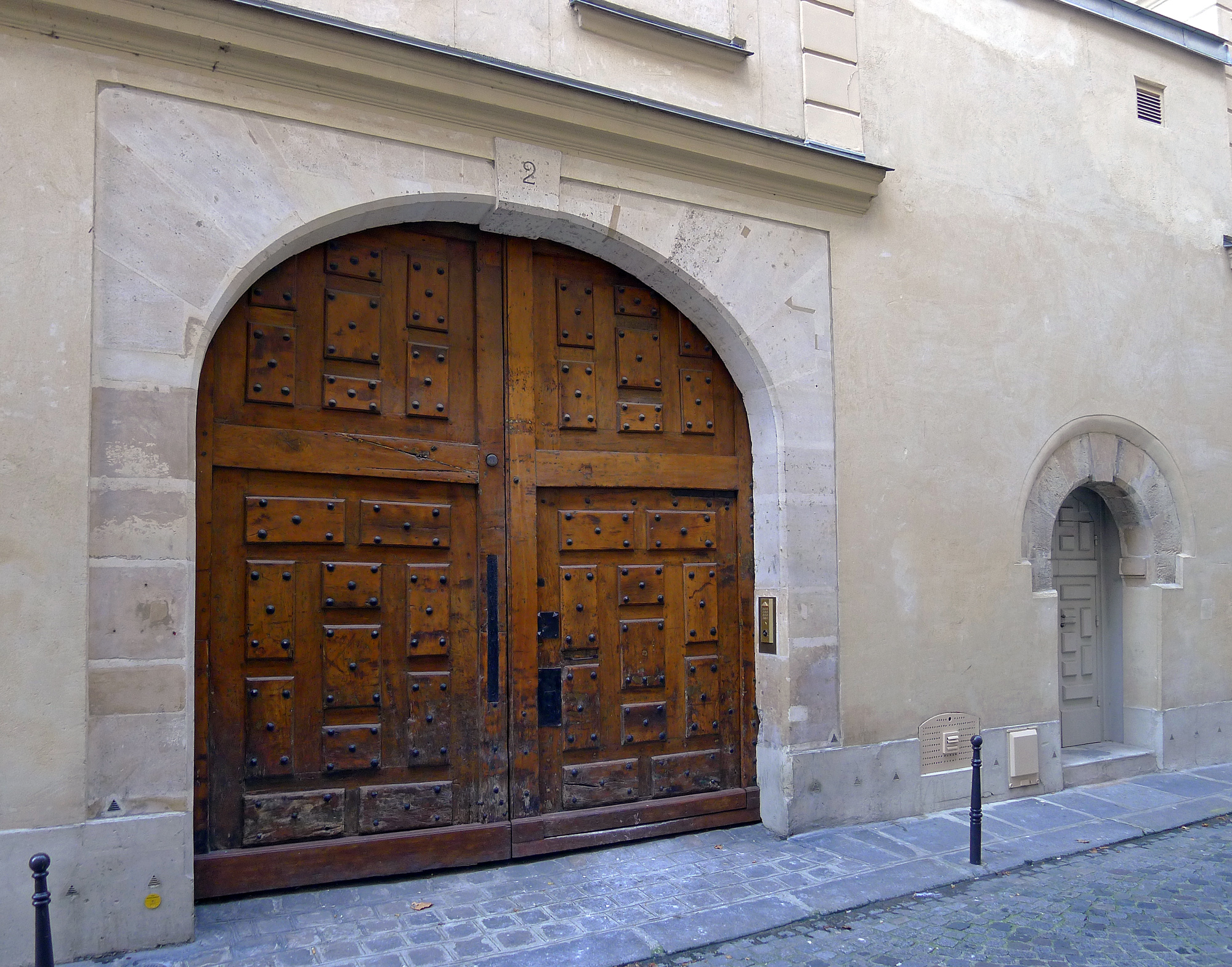
No 2 : porte à clous.

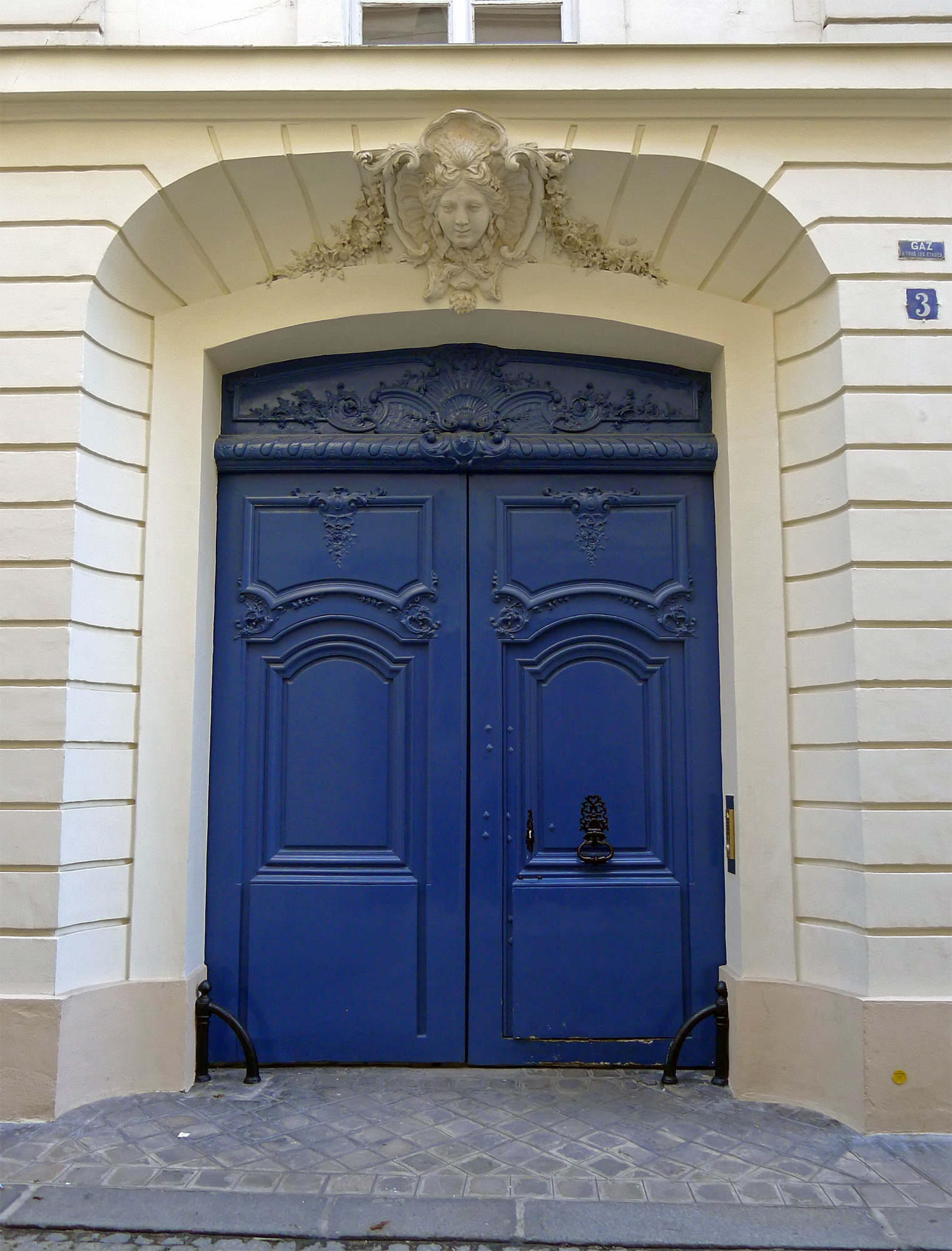
No 3 : portail avec mascaron.

Elle débute rue Servandoni et se termine en séparant la rue Henry-de-Jouvenel de la rue Férou. Orientée est-ouest, elle ne mesure que 45 mètres de longueur.
La station de métro la plus proche est la station Saint-Sulpice, où circulent les trains de la ligne 4.

## Origine du nom
L'origine de son nom est incertaine. Il pourrait venir du mot canivet, petit canif utilisé pour la découpe du papier, évoquant le souvenir d’une vieille enseigne, ou, plus probablement, de la déformation du nom d'un ancien propriétaire : le tailleur Jehan Caminet (1595).

## Historique
Cette petite rue, attestée depuis le milieu du XVIe siècle, s'est appelée « rue du Ganivet ». Elle figure sous son nom actuel dans le censier de 1628.
Elle est citée sous le nom de « rue du Canivet » dans un manuscrit de 1636.
Elle a été alignée par une ordonnance du 3 avril 1843.

## Bâtiments remarquables et lieux de mémoire
- No 1 : maison néoclassique d'époque Louis XVI[2].
- No 2 : maison du XVIIe siècle[2], ayant abrité autrefois une communauté de religieuses[3].
- No 3 : hôtel de Beauveau puis de Breteuil édifié en 1730[2].
- No 4 : maison du XVIIIe siècle[2].